# Suicide chez les jeunes LGBT
Vous n'êtes pas seul(e). Si vous avez des pensées suicidaires, il existe dans chaque pays des associations ou organismes d'écoute et d'aide, que vous pouvez contacter par téléphone (généralement 24/24 h, 7/7 jours, de manière anonyme). En France : 3114 ; en Belgique : 0800 32 123 ; en Suisse : 143 ; au Québec : 1-866-APPELLE (1-866-277-3553). En cas d'urgence absolue, contactez par téléphone les services de secours (police, pompiers…) de votre pays.
 (juin 2019).
Le contenu est difficilement compréhensible vu les erreurs de traduction, qui sont peut-être dues à l'utilisation d'un logiciel de traduction automatique.

Drapeau de la communauté LGBT

Le suicide chez les jeunes LGBT est, d'après les études menées à ce sujet, particulièrement préoccupant et fréquent, que ce soit en termes de taux de suicide, de tentative de suicide et d'idées suicidaires, tous significativement plus élevés chez les jeunes lesbiennes, gays, bisexuels et transgenres (LGBT) que dans la population générale,,,. La quête d’identité est intrinsèque au mal être de certains. S’ajoutent parfois les  violences, discriminations et préjugés (homophobes, transphobes, etc.) envers ces orientations sexuelles et identités de genre minoritaires constituent les causes principales de cet écart.

## Rapports et études
Il est avéré que les expériences de suicide, tentatives de suicide et d'idées suicidaires sont plus fréquentes chez les personnes LGBT que chez les personnes hétérosexuelles et cisgenres. Néanmoins, les résultats des rapports et études concernant ces expériences chez les jeunes de cette population peuvent encore diverger, notamment en fonction de la zone géographique et de la date mais aussi en raison d'une estimation approximative de la proportion de jeunes LGBT. Le fait que ces identités non cisgenres et orientations non hétérosexuelles puissent être dissimulées, tout particulièrement chez les jeunes, rend cette évaluation difficile.[réf. souhaitée]
Un large regroupement d'études de la fin des années 1990 a montré que les hommes homosexuels et bisexuels étaient 2 à 7 fois plus susceptibles que les hommes hétérosexuels de faire une tentative de suicide. Pour les femmes, ce risque était 1,4 à 2,7 fois plus élevé (chiffres variant selon le pays et l'année).
Aux États-Unis, une étude du gouvernement de 1989 a révélé que les jeunes LGBT étaient 4 fois plus susceptibles de faire une tentative de suicide que les autres. En 2008, la National Action Alliance for Suicide Prevention estimait qu'entre 5 et 10 % des jeunes LGBT avaient déjà tenté de se suicider, soit 1,5 à 3 fois plus que les jeunes cisgenres et hétérosexuels.
En France, selon le Baromètre santé de 2005, 12,5 % des hommes homosexuels et 10,1 % des hommes bisexuels avaient déjà tenté de se suicider, contre 2,8 % des hétérosexuels. Pour les femmes, il s'agissait de 6,8 % des lesbiennes et 10,3 % des bisexuelles, contre 7 % des hétérosexuelles. Calculé autrement, 25 % des adolescents français ayant tenté de se suicider en 2011 étaient homosexuels.
En Nouvelle-Zélande, une étude de 1999 a montré que la cohorte des jeunes de 21 ans identifiés comme gays, lesbiennes et bisexuels avait tenté de se suicider 6 fois plus que la cohorte hétérosexuelle. À Taïwan, en 2012, une étude a démontré que 18 % des homosexuels avaient déjà fait une tentative de suicide.

## Origines et causes
Les violences physiques ou verbales, directes ou indirectes envers les personnes LGBT mènent à l'augmentation du taux de suicide et de tentative de suicide parmi elles, ainsi qu'à l'augmentation du taux de prise de drogues, de prostitution, d'anxiété ou encore de fugue. Ces violences peuvent avoir des origines diverses, telles que les contextes familial, scolaire ou politique.

### Le climat scolaire
Des études ont établi un lien entre la sursuicidité (taux de suicide plus haut que la moyenne) des personnes LGBT et le harcèlement, les humiliations et les violences vécus à l'école.
En 2010, aux États-Unis, une étude a montré que les étudiants homosexuels étaient 3 fois plus susceptibles que les étudiants hétérosexuels d'affirmer ne pas se sentir en sécurité à l'école (22 % contre 7 %). » De plus, « les étudiants homosexuels [étaient] plus susceptibles que les étudiants hétérosexuels d’envisager un départ de leur établissement à la suite de harcèlement et de discrimination ». Une autre étude américaine sur le climat scolaire montre qu'environ 25 % des étudiants et employés lesbiennes, gays et bisexuels à l'université ont déjà été harcelés en raison de leur orientation sexuelle, ainsi qu'un tiers de ceux qui s'identifient comme transgenres.
Par ailleurs, Jean-Michel Pugnière montre dans sa thèse soutenue en 2011 que la différence des taux de suicide et de tentative de suicide entre les populations LGBT et cisgenre/hétérosexuelle pourrait être autant liée au fait d'être homosexuel ou bisexuel qu'au fait d'être perçu comme tel par les autres.
La recherche a montré que la présence d'alliances gays-hétérosexuels (en anglais, gay-straight alliances ou GSA) dans les écoles est associée à une diminution des tentatives de suicide. Selon une étude sur de jeunes homosexuels âgés de 13 à 22 ans, 16,9 % de ceux qui fréquentaient ou avaient fréquenté des écoles avec des AGH avaient déjà tenté de se suicider, contre 33,1 % dans les écoles sans AGH.

### Le contexte politique
- Mariage reconnu
- Autre type d’engagement reconnu
- Mariage à l’étranger reconnu
- Reconnaissance limitée du mariage homosexuel
- Reconnaissance limitée du mariage conclu à l’étranger (droit de séjour)
- Pas de reconnaissance des couples homosexuels

- Lois restreignant la liberté d’expression et d’association
- Peine théorique non appliquée en pratique
- Peine d’emprisonnement
- Peine de mort théorique et personnes non poursuivies
- Peine de mort

Au niveau de la sphère politique, une législation discriminante envers les personnes LGBT a une incidence négative sur leur santé mentale (augmentation de la prise de drogues, du taux de suicide ou encore de dépressions),. Au contraire, des lois qui reconnaissent les personnes LGBT égales aux hétérosexuels/cisgenre (comme celles dites de « mariage pour tous ») participent la réduction de ces taux,.
Il peut exister des améliorations des conditions de vie des personnes LGBT autre que législatives. Par exemple, depuis septembre 2010, le président Barack Obama lancé le projet "It Gets Better" dans le but de sensibiliser aux suicides des jeunes LGBT.

### Le rôle de la famille
Des études ont établi un lien entre le taux de suicide et le rejet parental du fait de l'orientation sexuelle, notamment une étude sur des jeunes adultes établit une prévalence 8 fois supérieurs, chez ceux ayant été rejeté par leurs parents à l'adolescence. L'effet du rejet familial se caractérise par le fait que 20 à 40 % des mineurs sans abris aux États-Unis sont des personnes LGBT. Ainsi, il arrive que des parents forcent les enfants à quitter la maison après la découverte de leur orientation sexuelle.
Des recherches du Family Acceptance Project ont démontré que « l'acceptation parentale, et même la neutralité, en ce qui concerne l'orientation sexuelle de l'enfant » peut faire baisser le risque d’une tentative de suicide chez un jeune LGBT.

## Perspectives psychologiques
La théorie du stress des minorités suggère que le statut de minorité entraîne une discrimination accrue de la part de l'environnement social, ce qui entraîne un stress et des problèmes de santé plus importants. Pour les adolescents, les environnements les plus pertinents sont la famille, le quartier et l'école. Le harcèlement des adolescents - qui est très répandu chez les jeunes appartenant à une minorité sexuelle - est un facteur de stress chronique qui peut augmenter le risque de suicide par le biais du modèle diathèse-stress.
Dans une étude[Laquelle ?] menée aux États-Unis sur les adolescents lesbiens, gais et bisexuels, Mark Hatzenbuehler a examiné l'effet de l'environnement social au niveau du comté. Cela a été indexé par la proportion de couples de même sexe et de Démocrates vivant dans les comtés. Les proportions d'écoles ayant des alliances homosexuelles-droites ainsi que des politiques anti-intimidation et anti-discrimination incluant l'orientation sexuelle ont également été incluses. Il a été constaté qu'un environnement social plus conservateur augmentait le risque de comportement suicidaire chez tous les jeunes et que cet effet était plus fort chez les jeunes homosexuels. En outre, il a également été relevé que l'environnement social a partiellement influencé la relation entre le statut LGBT et le comportement suicidaire. Mark Hatzenbuehler a constaté que même après que de tels facteurs sociaux et individuels aient été contrôlés, «le statut LGBT est resté un prédicteur significatif des tentatives de suicide."

## Projets de soutiens et de préventions

### Projet Trevor

Logo du projet Trevor

« Le projet Trevor a été fondé par le réalisateur et producteur Peggy Rajski, le producteur Randy Stone et le scénariste James Lecesne, créateurs du court métrage Trevor, lauréat d'un oscar en 1994, une comédie et drame sur un garçon gay de 13 ans qui, rejeté par des amis en raison de sa sexualité, fait une tentative de suicide. " Il s'agit d'une organisation américaine à but non lucratif qui opère pour le seul service national de crise et de prévention du suicide chez les jeunes homosexuels. Le projet est destiné à stopper la vague de suicides chez les jeunes homosexuels en se mettant à leur écoute et en faisant en sorte que leur cadre de vie s’améliore. L’organisation dispose d’une ligne en fonctionnement permanent.

### It Gets Better Project

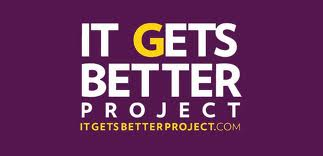
Logo du projet It Gets Better Project

It Gets Better Project est une campagne Internet fondée aux États-Unis par Dan Savage et son compagnon Terry Miller en septembre 2010, en réponse aux suicides d'adolescents victimes d'intimidation parce qu'ils étaient homosexuels ou parce que leurs pairs soupçonnaient qu'ils soient gay. Les vidéos qui ont été postées ont souligné l'idée que l'espoir reste possible malgré l'intimidation rencontrée par les personnes homosexuelles. Son but est de prévenir le suicide chez les jeunes homosexuels en faisant en sorte que les adultes gays transmettent le message à travers des vidéos et autres médias afin de rassurer les plus jeunes. Le projet a connu une croissance rapide : plus de 200 vidéos ont été mises en ligne la première semaine et la chaîne YouTube à l’origine du projet a atteint un nombre de 650 vidéos la semaine suivante,. Le projet est maintenant organisé sur son propre site web, le projet It Gets Better, et comprend plus de 30 000 entrées avec plus de 40 millions de vues de personnes de toutes orientations sexuelles, y compris de nombreuses célébrités. Un livre d'essais tirés du projet, Il va mieux: Sortir, Vaincre l'intimidation et Créer une vie qui vaut la peine d'être vécue, a été publié en mars 2011.
En 2017, des nouvelles ont émergé d'une étude selon laquelle le fait de demander aux jeunes d'accepter des expériences négatives comme la seule stratégie d'adaptation peut potentiellement exacerber le stress. Cette étude de l'Université de l'Arizona a mené à des affirmations selon lesquelles le projet It Gets Better pourrait faire plus de mal que de bien,.

## Options politiques aux États-Unis
Un certain nombre d'options ont été proposées pour résoudre le problème. Certains préconisent les lignes directes de crise, tandis que d'autres préconisent des programmes visant à accroître l'accès des jeunes homosexuels aux facteurs jugés «protecteurs» contre le suicide (réseaux de soutien social ou mentors).
Une option proposée consiste à offrir une formation sur la sensibilisation aux LGBT et la lutte contre l'intimidation aux conseillers et aux enseignants actuels des niveaux intermédiaire et secondaire. Citant une étude de Jordan et al., la psychologue scolaire Anastasia Hansen note que les professeurs font régulièrement des remarques homophobes ou n'interviennent pas lorsque les étudiants font leurs élèves se comportent de manière agressive avec un élève LGBT. Inversement, un certain nombre de chercheurs ont constaté que la présence de personnel scolaire favorable à l’homosexualité était liée aux «résultats positifs pour les jeunes LGBT ». Citant un rapport de Psychologie à l'école datant de 2006, le projet Trevor note que « les jeunes lesbiennes, gais, bisexuels, transgenres et interrogateurs qui croient n'avoir qu'un seul membre du personnel scolaire avec qui ils peuvent parler de problèmes ainsi que ceux qui n’ont aucun soutien rapportent avoir fait plusieurs tentatives de suicide au cours de leur dernière année ».
Une autre option politique fréquemment proposée consiste à fournir des incitations aux écoles afin de créer et soutenir des alliances homosexuelles, des groupes d'étudiants dédiés à fournir un réseau de soutien social aux étudiants LGBT. Kosciw et Diaz, chercheurs du Réseau d'éducation gaie, lesbienne et hétérosexuelle, ont découvert dans un sondage national que «les élèves des écoles ayant une GSA étaient moins susceptibles de se sentir en danger, de manquer l'école et plus susceptibles de se sentir intégrés à leur établissement que les étudiants dans les écoles sans ces clubs. " Des études ont montré que l'isolement social et la marginalisation à l'école sont psychologiquement dommageables pour les étudiants LGBT et que les AGH et autres groupes similaires de soutien par les pairs peuvent être des fournisseurs efficaces de ce « soutien psychosocial ».

### Interventions pour les jeunes homosexuels

#### Compréhension
Les éducateurs peuvent être proactifs en aidant les adolescents ayant une identité de genre différente de leur sexe assigné à la naissance à répondre à leurs questions et en tenter de résoudre leurs problèmes, ce qui peut parfois aider les adolescents à ne pas recourir au suicide, à la toxicomanie, à l'itinérance et à de nombreux problèmes psychologiques. Van Wormer et McKinney (2003) racontent que la compréhension des élèves homosexuels est la première étape de la prévention du suicide. Ils utilisent une approche de réduction des méfaits qui permet aux élèves de réduire les dommages continus liés à leurs comportements. Ils rapportent que la création d'un environnement favorable et culturellement diversifié est cruciale pour l'acceptation sociale dans un cadre éducatif.

#### Modèles et ressources LGBT
Il est avantageux d'embaucher des enseignants homosexuels pour servir de modèles et soutenir les étudiants LGBT. La plupart des ressources aux États-Unis sont motivées par la crise et non par la prévention, ce qui doit être le contraire pour prévenir le suicide chez les adolescents LGBT. En outre, des études montrent que les conseillers et les enseignants doivent être formés à la conscience de soi, à la sexualité et à la diversité sexuelle non seulement avec eux-mêmes mais aussi avec les élèves. Les chercheurs suggèrent également d'inviter des panels de gais, lesbiennes et bisexuels des collèges ou des universités à mener des discussions en classe. L'éducation et les ressources seraient essentielles pour aider les étudiants et les familles LGBT. Selon le chercheur Rob Cover, les modèles et les ressources ne profitent aux jeunes LGBT que s'ils évitent de reproduire des stéréotypes et fournissent des représentations visuelles et narratives diverses pour permettre une large identification.
Le PFLAG (Parents Famille et Amis des Lesbiennes et Gays) et le Club GSA sont des ressources possibles pour promouvoir les discussions et les rôles à responsabilité pour les étudiants LGBT. Ces ressources s'étendent en dehors de l'école et dans la communauté. Greytak, EA, Kosciw, JG, et Boesen et MJ 2013 signalent que lorsque les écoles ont un club GSA ou Gay Straight Alliance ou même un club favorisant la sensibilisation sociale et la camaraderie, des éducateurs de soutien, des programmes inclusifs et des politiques globales, les étudiants LGBT ont été moins sujets aux intimidations et ont eu des expériences scolaires plus positives. Les élèves se sentent effectivement valorisés et veulent se rendre à l’école.

#### Enseignement de la tolérance et observation du climat scolaire
Examiner le climat d'une école et enseigner la tolérance s’avère essentiel dans l’intégration des jeunes homosexuels. Teaching Tolerance, un mouvement apparaissant sous forme de magazine et de site web, donne beaucoup d'outils et d'idées pour aider les gens à être tolérants les uns envers les autres. Cela démontre que la salle de classe est un reflet miniature de l’environnement et de la société. Les enseignants peuvent utilisent fréquemment le site Web et le livre Teach Tolerance pour télécharger des ressources et rechercher des moyens créatifs d'en apprendre davantage sur les élèves LBGT ainsi que d'enseigner la tolérance à leurs élèves en classe. Il aide les écoles à se familiariser avec la formation sur la lutte contre l'intimidation, le développement professionnel et les suggestions de ressources. Il offre également des conseils afin démarrer un club GSA dans un établissement.
La recherche montre qu'un effort de collaboration doit être fait afin d'empêcher les étudiants homosexuels d'être victimes d'intimidation et de tentatives de suicide. Les enseignants, les administrateurs, les étudiants, les familles et les communautés doivent se réunir pour aider les élèves LGBT à être confiants. Chaque école a sa propre individualité, son propre sens du «soi», que ce soit les enseignants, les administrateurs, les étudiants ou la communauté environnante. Afin de s'attaquer au problème de l'intimidation pour les étudiants LGBT, il convient de commencer, selon les chercheurs, par comprendre la population étudiante et la démographie de l'école. Éduquer les étudiants, les professeurs, le personnel et les commissions scolaires sur les questions LGBT et éliminer l'homophobie et la transphobie dans les écoles, former le personnel sur l'acceptation de la diversité et la prévention de l'intimidation, est la clé de la prévention du suicide chez les jeunes homosexuels (2011). Les adolescents grandissent et sont façonnés par de nombreux facteurs, y compris des caractéristiques internes et externes (Swearer, Espelage, Vaillancourt et Hymel, 2010).
Le climat scolaire doit favoriser le respect. Ainsi, donner le ton pour l'administration, les enseignants, les professionnels qui entrent dans le bâtiment, les parents et, surtout, les étudiants. Les gens, en général, doivent comprendre leurs propres idées fausses et stéréotypes sur la communauté LGBT. À moins que les étudiants et les adultes soient éduqués sur la communauté LGBT, les stéréotypes et les attitudes négatives continueront d'exister (Knotts, G., & Gregorio, D. 2011). Le GMCLA (Gay Men's Chorus de Los Angeles) utilise la musique et le chant comme un moyen de changer les attitudes et le cœur des gens dans les écoles du pays. Leur but est d'apporter de la musique aux jeunes dans le cadre du programme axé sur les normes, dans le but d'enseigner le contenu de manière novatrice et significative. Ils inculquent aux élèves et au personnel des techniques qui favorisent une signification positive des problèmes sociaux et personnels abordés à l'école et dans la société.
Gay, L. (2009) a élaboré un guide pour aider la sécurité et le climat à l'école et favoriser des relations interpersonnelles positives à travers «The Safe Space Kit». Cet outil aide les enseignants à créer un espace sûr pour les étudiants homosexuels. L'un des moyens les plus efficaces pour un éducateur de créer un espace sûr est d'être un allié de soutien aux étudiants LGBT. Ce kit contient de nombreux outils à l'usage des enseignants et des écoles et notamment une copie papier de «The Safe Space Kit» ainsi que le «Guide pour devenir un allié», des autocollants et deux affiches Safe Space. Même l'utilisation d’un outil juste pour promouvoir la sensibilisation, comme l'utilisation de «The Safe Space Kit» est considéré comme une première étape efficace pour les écoles afin de promouvoir la réceptivité envers les étudiants homosexuels. Fournir des soutiens peut être bénéfique aux jeunes LGBT, aussi bien actuellement que dans le futur (Greytak, et al., 2013),.

#### OBPP (Olweus Bullying Prevention Program)
OBPP est un programme anti-intimidation utilisé dans les écoles en Europe, au Canada et aux États-Unis. La réduction des intimidations était due à la formation des parents, à la supervision des terrains de jeux, à la communication entre la maison et l'école et aux vidéos de formation. De plus, Swearer, et al. (2010) discutent d'un «effet de dosage» dans lequel les éléments les plus positifs et les plus consistants d'un programme sont pris en compte, plus la probabilité que l'intimidation diminue. Le succès dans une école ne garantit pas le succès dans une autre parce que chaque école a son propre climat social. L'OBPP est efficace mais doit encore être analysé plus profondément car il y a beaucoup d’éléments à considérer lors de la mise en œuvre de cette technique dans une grande école.

#### Steps To Respect
Steps To Respect est une campagne anti-intimidation qui peut être bénéfique dans les écoles - un guide complet pour les enseignants, les administrateurs et les étudiants qui utilisent les cours et qui aident les écoles à développer des compétences socio-émotionnelles positives et à résoudre les conflits. Si les écoles peuvent changer la conduite et les normes des pairs, améliorer les compétences de communication des élèves et maintenir les efforts de prévention et d'intervention des adultes, les effets positifs de leur travail se renforceront avec le temps (Frey, Edstrom & Hirschstein 2005), chaque classe progressant dans le système scolaire.

#### Expérimentations et programmes
Selon Russell, ST, McGuire, JK, Laub, C. et Manke, E. (2006), il est impératif que les éducateurs fassent des leçons appropriées sur le sujet et l'âge avec les questions d’ordre LGBT incorporées dans le programme sur une base cohérente en utilisant les événements actuels, l'Histoire, la littérature ou les sciences sociales. Les enseignants doivent être formés chaque année aux nouvelles pratiques à employer dans leurs salles de classe et à l'école en général. Ils doivent apprendre à gérer les situations auxquelles ils peuvent être confrontés avec les étudiants homosexuels, de sorte que si un problème survient, ils soient confiants dans leur propre compréhension de la communauté LGBT et sachent comment traiter toute question ou situation de manière professionnelle et empathique. Russell, et al. (2006) signalent que la politique de l'État et les responsables gouvernementaux doivent être conscients de la culture en constante évolution dans laquelle la population évolue en appliquant et en incluant du matériel approprié dans les écoles pour éduquer les éducateurs sur les personnes LGBT dans le monde.
Burdge, H., Sinclair, K., Laub, C., Russell, ST (2012) rapportent de nombreuses leçons que chaque enseignant peut enseigner pour assurer l'inclusion des jeunes homosexuels et la sécurité à l'école. Ils rapportent que les leçons, qui favorisent l'inclusion des LGBT peuvent avoir le plus grand impact sur la sécurité scolaire. Les professeurs d'éducation physique, de santé, d'Histoire et d'études sociales peuvent éduquer tous les élèves pour qu'ils aient une plus grande conscience sociale et créent un climat scolaire positif. Ils continuent à noter qu'inviter les parents, les enseignants, les administrateurs et les autres parties prenantes à identifier et à participer à l'élaboration de cours LGBT adaptés à l'âge que les enseignants peuvent utiliser dans leurs classes est le plus bénéfique.
Les éducateurs continuent d’expérimenter de nouvelles techniques en évaluant constamment l'environnement de leur école. Les meilleures politiques et interventions sont celles qui montrent une croissance positive à tous les niveaux. La recherche continue et cherche à voir quels programmes répondent aux besoins des différentes écoles sur une période de temps donnée. Comme chaque école fonctionne de manière différente, il peut être difficile de signaler des tendances positives. Une technique qui fonctionne dans une école peut ou peut ne pas fonctionner dans une autre selon les chercheurs. Par conséquent, reprendre le fonctionnement d’une technique et l’adapter à l’établissement est la chose qui soit la plus préconisée.

#### Le Refuge
En France, Le Refuge est une association fondée en 2003 offrant aux jeunes homosexuels victimes de violences et d'intimidations (voire le plus souvent d'un rejet familial) un hébergement temporaire et un soutien psychologique. Les pensionnaires ont généralement entre 18 et 25 ans.

## Liste de suicides LGBT
- Arthur Pelham-Clinton (1840-1870), vivant à Londres (Royaume-Uni), se suicide en juin 1870 à l'âge de 29 ans à la suite de controverses concernant sa sexualité. Probablement homosexuel ou bisexuel, cet homme politique britannique est à l'origine de nombreux scandales remettant en cause les mœurs de son époque. Les journaux firent d'abord croire qu'il était mort de la scarlatine avant de reconnaître la théorie du suicide[39].
- Anderson Bigode Herzer (1962-1982), vivant à São Paulo (Brésil), se suicide après avoir été victime de discrimination transphobe à l'embauche[40].
- Tyler Clementi (en) (1991-2010), originaire du New Jersey (États-Unis), se suicide à l'âge de 18 ans après que son camarade de chambre l'ait filmé en secret lors d'un baiser homosexuel[41].
- Jamey Rodemeyer (en) (1997-2011), vivant à New-York (États-Unis), se suicide à l'âge de 14 ans face aux actes d'intimidation subis en raison de son homosexualité[42].
- Kenneth Weishuhn (en) (1997-2012), originaire de l'Iowa (États-Unis), se suicide à l'âge de 14 ans à la suite du rejet provoqué par son homosexualité[43].
- Jadin Bell (en) (1997-2013), originaire de l'Oregon (États-Unis), se suicide à l'âge de 15 ans après avoir subi des actes de violence dans son établissement scolaire en raison de son homosexualité[44].
- Isa Sahmarli (ca) (1994-2014), se suicide en raisons des pressions subies de sa famille et de ses amis en raison de son homosexualité[45].
- Sergio Urrego (es) (1997-2014), vivant à Bogota en Colombie, se suicide à l'âge de 16 ans à la suite de l'intolérance entrainée par son homosexualité[46].
- Leelah Alcorn (1997-2014), originaire de l'Ohio (États-Unis), se suicide à l'âge de 17 ans, ne supportant plus le rejet entrainé par sa transidentité[47].
- Blake Brockington (1996-2015), originaire de Caroline du Nord (États-Unis), se suicide à l'âge de 18 ans, ne supportant plus la transphobie[48].
- Eylül Cansin (en) (1992-2015), vivant à Istanbul (Turquie), se suicide à l'âge de 23 ans à la suite du rejet provoqué par sa transition[49].
- Alan (es) (1998-2015), originaire de Catalogne (Espagne), se suicide après avoir été victime de harcèlement homophobe et transphobe[50].
- Tyrone Unsworth (en) (2003-2016), vivant à Brisbane (Australie), se suicide en novembre 2016 à l'âge de 13 ans à la suite d'actes d'intimidation perpétrés contre sa personne en raison de son homosexualité[51].
- Ekai Lersundi (es) (2001-2018), originaire d'Ondarroa (Espagne), se suicide après avoir été empêché d'accès à une transition médicale par le corps médical[52].
- Milo Mazurkiewicz (en) (1995-2019), originaire de Złotów (Pologne), se suicide en raison de la transphobie médicale et judiciaire qu'elle a subi lors de sa transition[53].
- Camila María Concepción (en) (1991-2000), originaire de Californie (États-Unis) se suicide à l'âge de 28 ans[54].
- Doona Jué (2000-2020), étudiante à Montpellier (France), se suicide à l'âge de 19 ans, après avoir été victime de transphobie à l'hôpital et menacée d'expulsion de son logement étudiant si elle commettait une nouvelle tentative de suicide[55].
- Avril Mabchour (2003-2020), lycéenne à Lille (France), se suicide à l'âge de 17 ans, après que sa transition ait été refusée par son lycée et avoir été exclue d'un cours pour le port d'une jupe[55].
- Alice Litman (en), originaire de Brighton (Royaume-Uni), se suicide après avoir patienté plus de trois ans en file d'attente pour bénéficier de soins de transition[56].
- Eden Knight (en) (2000-2023), étudiante saoudienne en Virginie (États-Unis), se suicide après avoir été ramenée en Arabie Saoudite et détransitionnée de force par sa famille[57].
- Lucas Vermard (2009-2023), originaire de Golbey (France), se suicide après avoir été victime d'un harcèlement homophobe de la part de ses camarades[58].
- Nex Benedict (2008-2024), originaire de l'Oklahoma (États-Unis), se suicide après avoir été victime de harcèlement transphobe au lycée[59].

En juin 1954, le suicide du mathématicien Alan Turing marque particulièrement l'opinion au Royaume-Uni. En France, en novembre 2017, le suicide du militaire Clément Dumont à l'âge de 37 ans entraîne également une vive polémique, celui-ci ayant évoqué dans sa lettre d'adieu être victime d'un harcèlement constant de la part de l'un de ses supérieurs hiérarchiques.

## Au cinéma
- Ruben (2012) - est un court métrage néerlandais de 2012 [62].